# Чемпіонат світу з кросу 1999
Чемпіонат світу з кросу 1999 був проведений 27-28 березня у Белфасті.
Місце кожної країни у командному заліку у кожному забігу визначалося сумою місць, які посіли перші четверо спортсменів цієї країни.

## Чоловіки

### Дорослі
| Першість | Золото                                                                         | Золото                  | Срібло                                                                              | Срібло                 | Бронза                                                                                                | Бронза                 |
| -------- | ------------------------------------------------------------------------------ | ----------------------- | ----------------------------------------------------------------------------------- | ---------------------- | --- | ---------------------- |
| Особиста | Пол Тергат Кенія                                                               | 38.28                   | Патрік Івуті Кенія                                                                  | 38.32                  | Паулу Герра Португалія                                                                                | 38.46                  |
| Командна | КеніяПол Тергат Патрік Івуті Джошуа Челанга Еванс Рутто Пол Коеч Томас Ньярікі | 12 очок1 2 4 5 (6) (39) | ЕфіопіяХабте Джіфар Ассефа Мезґебу Гірма Тола Тесфає Тола Аєле Мезгебу Тегену Абебе | 579 11 17 20 (26) (37) | ПортугаліяПаулу Герра Домінгуш Каштру Едуарду Енрікеш Альберту Маравілья Альберту Кайса Жуан Жункейра | 763 10 14 49 (68) (71) |

| Першість | Золото                                                                                 | Золото                  | Срібло                                                                                       | Срібло                 | Бронза                                                                       | Бронза           |
| -------- | -------------------------------------------------------------------------------------- | ----------------------- | -------------------------------------------------------------------------------------------- | ---------------------- | ---------------------------------------------------------------------------- | ---------------- |
| Особиста | Бенджамін Лімо Кенія                                                                   | 12.28                   | Пол Косгеї Кенія                                                                             | 12.31                  | Хайлу Меконнен Ефіопія                                                       | 12.35            |
| Командна | КеніяБенджамін Лімо Пол Косгеї Джеймс Коскеї Данієль Гачара Джон Косгеї Стівен Рерімої | 14 очок1 2 5 6 (8) (14) | МароккоЕль Гассан Лахсіні Мохамед Амин Аділь Кауш Ахмед Бадай Гішам Буауїш Абдулхак ель Горш | 459 10 11 15 (22) (73) | ЕфіопіяХайлу Меконнен Мілліон Вольде Алене Рета Берхану Адане Дебебе Лобегач | 553 4 18 30 (72) |

### Юніори
| Першість | Золото                                                                                           | Золото                  | Срібло                                                                                             | Срібло               | Бронза                                                                    | Бронза       |
| -------- | ------------------------------------------------------------------------------------------------ | ----------------------- | -------------------------------------------------------------------------------------------------- | -------------------- | ------------------------------------------------------------------------- | ------------ |
| Особиста | Хайлу Меконнен Ефіопія                                                                           | 25.38                   | Річард Лімо Кенія                                                                                  | 25.43                | Гідеон Мітеї Кенія                                                        | 25.45        |
| Командна | КеніяРічард Лімо Гідеон Мітеї Адбулла Ахмад Чепкуруї Семмі Кіпкетер Дункан Лебо Крістофер Соджет | 16 очок2 3 5 6 (7) (14) | ЕфіопіяХайлу Меконнен Абійоте Абате Кененіса Бекеле Їбелтал Адмассу Хайлемаріам Тегафау Алене Рета | 241 4 9 10 (11) (12) | ТанзаніяФаустін Баха Сулле Майкл Гіїті Мартін Гавей Сулле Джуманн Тулувей | 778 13 15 41 |

## Жінки

### Дорослі
| Першість | Золото                                                                       | Золото                    | Срібло                                                             | Срібло         | Бронза                                                                                           | Бронза           |
| -------- | ---------------------------------------------------------------------------- | ------------------------- | ------------------------------------------------------------------ | -------------- | ------------------------------------------------------------------------------------------------ | ---------------- |
| Особиста | Гете Вамі Ефіопія                                                            | 28.00                     | Меріма Денбоба Ефіопія                                             | 28.12          | Пола Редкліфф Велика Британія                                                                    | 28.12            |
| Командна | ЕфіопіяГете Вамі Меріма Денбоба Аєлеч Ворку Лейла Аман Аша Гігі Месерет Коту | 18 очок1 2 4 11 (32) (64) | КеніяСюзан Чепкемеї Джейн Нгото Джейн Оморо Лея Малот Агнес Кіпроп | 275 6 7 9 (16) | ПортугаліяЕлена Сампаю Ана Діаш Марія Консейсан Феррейра Моніка Роза Марина Бастуш Тереза Нуньєш | 948 13 30 43 DNF |

a  Регламент змагань не передбачав вручення медалі за підсумками командного заліку тим спортсменам, які не дістались фінішу.
| Першість | Золото                                                                                            | Золото                     | Срібло                                                                                    | Срібло                 | Бронза                                                                    | Бронза            |
| -------- | ------------------------------------------------------------------------------------------------- | -------------------------- | ----------------------------------------------------------------------------------------- | ---------------------- | ------------------------------------------------------------------------- | ----------------- |
| Особиста | Джаклін Маранга Кенія                                                                             | 15.09                      | Ямна Белькасем Франція                                                                    | 15.16                  | Аннемарі Санделл Фінляндія                                                | 15.17             |
| Командна | ФранціяЯмна Белькасем Фатіма Івлен Бландін Бітцнер-Дюкре Селін Ражо Данієла Нагель Жоальсіє Льядо | 40 очок2 9 10 19 (46) (69) | ЕфіопіяАлеміту Бекеле Кутре Дулеча Луліт Легессе Генет Гебрегіоргіс Їменашу Тає Гете Урге | 486 12 14 16 (17) (33) | МароккоАсма Легзауї Салуа Куазіз Зур ель Камч Саліха Халдун Бухра Бентамі | 697 13 24 25 (38) |

### Юніорки
| Першість | Золото                                                                                        | Золото                   | Срібло                                                                                         | Срібло                | Бронза                                                                                       | Бронза                |
| -------- | --------------------------------------------------------------------------------------------- | ------------------------ | ---------------------------------------------------------------------------------------------- | --------------------- | -------------------------------------------------------------------------------------------- | --------------------- |
| Особиста | Веркнеш Кідане Ефіопія                                                                        | 19.34                    | Вів'єн Черуйот Кенія                                                                           | 21.37                 | Фудзінага Йосіко Японія                                                                      | 21.41                 |
| Командна | ЕфіопіяВеркнеш Кідане Харег Сіделіл Меріма Хашім Елван Абейлеґессе Хірут Абера Безунеш Бекеле | 20 очок1 4 6 9 (14) (35) | КеніяВів'єн Черуйот Памела Кіяра Філомена Чеєч Джаклін Чемвок Елізабет Румокол Дебора Чепкорір | 312 8 10 11 (12) (16) | ЯпоніяФудзінага Йосіко Саката Наоко Ватанабе Йосіко Фудзіока Ріна Канно Кацуко Фудзії Гіромі | 463 5 18 20 (25) (28) |

## Медальний залік
| Місце               | Країна              | Золото | Срібло | Бронза | Загалом |
| ------------------- | ------------------- | ------ | ------ | ------ | ------- |
| 1                   | Кенія               | 6      | 6      | 1      | 13      |
| 2                   | Ефіопія             | 5      | 4      | 2      | 11      |
| 3                   | Франція             | 1      | 1      | 0      | 2       |
| 4                   | Марокко             | 0      | 1      | 1      | 2       |
| 5                   | Португалія          | 0      | 0      | 3      | 3       |
| 6                   | Японія              | 0      | 0      | 2      | 2       |
| 7                   | Танзанія            | 0      | 0      | 1      | 1       |
| 7                   | Велика Британія     | 0      | 0      | 1      | 1       |
| 7                   | Фінляндія           | 0      | 0      | 1      | 1       |
| Загалом (9 збірних) | Загалом (9 збірних) | 12     | 12     | 12     | 36      |

## Українці на чемпіонаті
Як і минулого чемпіонату, 1999 року Україна була представлена на чемпіонаті лише у дорослій віковій категорії жіночою командою на короткій дистанції, яка з 325 очками посіла 15 місце у командному заліку.
| Атлетка                              | Місце |
| ------------------------------------ | ----- |
| Анжеліка Аверкова АР Крим            | 63    |
| Олена Городничева Запорізька область | 80    |
| Тетяна Гладир Миколаївська область   | 81    |
| Наталія Романчук Київська область    | 92    |

## Відео
- Підсумки чемпіонату на YouTube